# Frank Scherschel
Frank J. Scherschel (* 24. März 1907; † 23. Mai 1981 in Madison, Wisconsin) war ein US-amerikanischer Journalist und Fotograf.
Scherschel arbeitete von 1926 bis 1942 zunächst für das „The Milwaukee Journal“, bevor er zum Life-Magazine ging. Für das Life schoss er Fotos vom Zweiten Weltkrieg, insbesondere von der Landung der Alliierten in der Normandie. Das Besondere an seinen Bildern ist, dass er keine Kampfhandlungen ablichtete, sondern die Vorbereitungen und den Alltag der alliierten Soldaten darstellte. Seine Bilder sind eine der wenigen Farbfotos, die zum Zweiten Weltkrieg existieren. 2012 wurden zahlreiche Bilder von ihm erstmals veröffentlicht. Zusätzlich zu den Fotos in der Normandie berichtete er auch über den Pazifikkrieg, 1947 von der Hochzeit von Elisabeth II., die damals noch Prinzessin war und von der Democratic National Convention von 1956. Scherschel berichtete außerdem über die landwirtschaftliche Kollektivierung in der Tschechoslowakei und fotografierte mehrfach Winston Churchill, die Kunstsammlerin Peggy Guggenheim und zahlreiche andere Personen oder Sportveranstaltungen.
Im Jahr 1950 erhielt Scherschel von der National Press Photographers Association den Joseph A. Sprague Memorial Award, eine der höchsten Auszeichnungen für Fotojournalismus. Ab 1962 war er für die United States Information Agency in Washington tätig, bis er sich 1972 zurückzog und ein Geschäft für Fotokameras in Baraboo, Wisconsin eröffnete. Er starb 1981 im Alter von 74 Jahren im St. Mary’s Hospital in Madison.

## Belege
1. ↑  Eintrag im U.S. Social Security Death Index (Seite nicht mehr abrufbar, festgestellt im April 2018. Suche in Webarchiven)  Info: Der Link wurde automatisch als defekt markiert. Bitte prüfe den Link gemäß Anleitung und entferne dann diesen Hinweis.
2. 1 2  New York Times: Frank Scherschel, Photographer For Life Magazine, Is Dead at 74, vom 25. Mai 1981.
3. ↑  einestages:  Farbfotos von 1944 - Kurze Pause vom Krieg (Memento vom 10. Juni 2012 im Internet Archive), vom 7. Juni 2012.
4. ↑  Life:  Before and After D-Day: Rare Color Photos (Memento vom 8. Juni 2012 im Internet Archive)

| Personendaten    | Personendaten                    |
| ---------------- | -------------------------------- |
| NAME             | Scherschel, Frank                |
| ALTERNATIVNAMEN  | Scherschel, Frank J.             |
| KURZBESCHREIBUNG | US-amerikanischer Fotojournalist |
| GEBURTSDATUM     | 24. März 1907                    |
| STERBEDATUM      | 23. Mai 1981                     |
| STERBEORT        | Madison, Wisconsin               |